# Cardcaptor Sakura
Cardcaptor Sakura (カードキャプターさくら, Kādokyaputā Sakura) is een Japanse mangaserie, getekend door de mangaka-groep CLAMP, die in 1996 in het blad Nakayoshi verscheen. Het verhaal werd in 1998 tot een animeserie verwerkt en er volgden ook twee animefilms.
Cardcaptor Sakura is voor alle leeftijden geschikt, en van het type mahō shōjo, gericht op basisschoolmeisjes.

## Inhoud
De serie gaat over het tienjarige meisje Sakura Kinomoto, dat op een dag een bijzonder boek in de kelder van het huis vindt. Dit boek bevat zogenaamde "Clow Cards", wat magische kaarten met speciale krachten zijn. Sakura laat per ongeluk alle kaarten ontsnappen, en maakt de bewaker van het boek wakker uit zijn diepe slaap. De bewaker, Keroberos, lijkt enkel op een klein geel teddybeertje met vleugeltjes. Hij verklaart Sakura tot "Cardcaptor", omdat zij degene is die de kaarten heeft zoekgemaakt en ze nu weer moet terugvinden, vangen en verzegelen in het boek. Met de hulp van de kleine Keroberos en haar beste vriendin, Tomoyo Daidōji, begint Sakura haar avontuur.
Later in de serie duikt Syaoran Li op, een tienjarige jongen die afstamt van Clow Reed. Hij wil de rol van Cardcaptor overnemen, maar dat blijkt niet mogelijk daar Sakura al is gekozen. Het beste wat hij kan doen is haar bijstaan.
Wanneer uiteindelijk alle kaarten zijn gevangen, volgt het laatste oordeel. Hierbij wordt Sakura getest om te zien of ze geschikt is als nieuwe bewaker van de Clow Cards. Ze slaagt voor de test, en wordt officieel de meester van de Clow Cards.
Hierna lijkt haar leven weer zijn normale wending te krijgen, tot er een uitwisselingsstudent uit Engeland arriveert, Eriol Hiiragizawa. Vanaf dat moment gebeuren er vreemde dingen in Sakura’s thuisstad, die ze met de hulp van de Clow Cards moet zien te stoppen. Ze leert hoe ze de Clow Cards kan veranderen in Sakura Cards. Nadat ze alle kaarten op deze manier heeft veranderd, maakt Eriol bekend dat hij deels een reïncarnatie is van Clow Reed. Hij zat achter alle gebeurtenissen om Sakura er zo toe aan te zetten de kaarten te veranderen. Had ze dat niet gedaan, dan zouden de kaarten hun magie hebben verloren. Nu zijn taak is volbracht, keert hij terug naar Engeland.

## Verschillen tussen de manga en anime
In de anime is het verhaal wat vertraagd om zo beter te kunnen worden verdeeld over een volledige serie, en om te voorkomen dat de anime de manga zou inhalen. De anime introduceert ook een groot aantal nieuwe kaarten, en brengt zo het totaal op 52. Ook het personage Meiling Li is er voor de anime bijbedacht.

## Personages
Sakura Kinomoto
Hoofdpersonage van Cardcaptor Sakura. Sakura is het meisje dat per ongeluk de Clow Cards bevrijdt en deze ook weer moet zien te vangen. Ze woont in het stadje Tomoeda, waar ze uitblinkt in atletiek (een van haar buitenschoolse activiteiten is cheerleaden), maar juist weer absoluut niet in wiskunde. Ze is stiekem verliefd op Yukito, de beste vriend van haar oudere broer. Haar verjaardag is op 1 april.
Keroberos ("Kero")
Deze vliegende panter die lijkt op een knuffelpopje, is de bewaarder van het boek die de Clow Cards vasthoudt. Hij is de adviseur van Sakura. In het tweede seizoen van de Cardcaptor-serie zie je dat Kero zich ook in een veel stoerdere vorm kan transformeren. Zijn naam is afgeleid van het Griekse mythologische wezen Cerberus. Hij is gulzig en verzot op zoetigheden.
Tomoyo Daidōji (nasynchronisatie – Madison Taylor)
Zij is de beste vriendin van Sakura. Het toeval wil dat haar moeder weer de beste vriendin was van Sakura's overleden moeder. In de Japanse versie zijn de moeders elkaars nichten, wat betekent dat Tomoyo en Sakura verre familieleden van elkaar zijn. Tomoyo houdt ervan om kleren te maken en om beelden vast te leggen met haar videocamera. Ook kan zij mooi zingen. In een van de afleveringen, verloor ze haar stem omdat een Clow Card deze stal toen ze aan het repeteren was.
Syaoran Li
Een student uit Hongkong die eveneens achter de Clow Cards aanzit, als ver familielid van Clow Reed van zijn moeders kant. Als hij voor het eerst opduikt probeert hij Sakura dwars te zitten en haar kaarten op te eisen, maar later besluiten ze toch samen te werken. Syaoran kan Keroberos absoluut niet uitstaan, voornamelijk vanwege diens 'belachelijke' teddybeer-vorm. In het latere seizoen wordt Syaoron verliefd op Sakura, waar hij het behoorlijk moeilijk mee heeft. Zijn verjaardag is op 13 juli.

## Uitzendingen buiten Japan

### Cardcaptor Sakurain Nederland

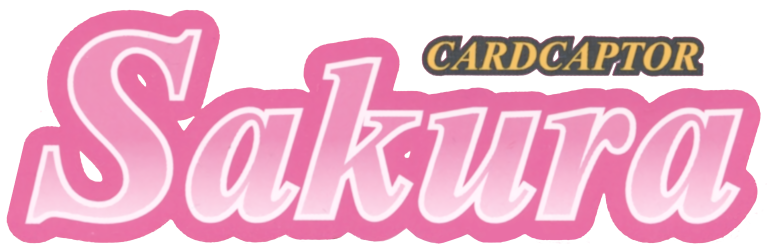
Logo gebruikt in de Nederlandse nasynchronisatie

Er is een periode geweest dat Cardcaptor Sakura ook in Nederland op tv verscheen, namelijk op de jeugdzender Yorkiddin' van Yorin. De Nederlandse nasynchronisatie was gebaseerd op de Amerikaanse nasynchronisatie. In Nederland zijn de eerste 57 van de 70 afleveringen uitgezonden.
De oorspronkelijke tv-reeks Cardcaptor Sakura is sinds 2019 volledig beschikbaar op Netflix in onder andere Nederland, maar niet in België, in het Japans met Nederlandstalige ondertiteling, maar zonder de Nederlandstalige nasynchronisatie.

### Cardcaptor Sakurain Amerika
In Amerika is Cardcaptor Sakura veranderd in Cardcaptors, en bevat een groot aantal wijzigingen ten opzichte van de originele Japanse versie. Zo begon de Amerikaanse versie van de serie bij aflevering 7, waarin Li zijn debuut maakt. Er werden Amerikaanse namen gebruikt, bepaalde scènes waren eruit geknipt, de tekst was veranderd en ook de achtergrondmuziek was anders. De gebeurtenissen uit de voorgaande afleveringen worden enkel als flashbacks getoond. Li leek de hele rol van Sakura over te nemen, en ging er met alle eer vandoor als er een Clow Card werd gevangen. Hij maakte dan opmerkingen zoals "meisjes kunnen toch niks" en dergelijke. Van de 70 afleveringen houd Cardcaptors er maar een stuk of 38 over.
Ook het personage Yukito Tsukishiro werd bijna volledig uit de verhaallijn geschreven.

## Rolverdeling
| Personage      | Japans                                             | Nederlands                  | Engels (Nelvana editie, serie en 1e film)                           | Engels (Nelvana editie, 2e film)                  | Engels (Omni editie)           |
| -------------- | -------------------------------------------------- | --------------------------- | ------------------------------------------------------------------- | ------------------------------------------------- | ------------------------------ |
| Sakura         | Sakura Tange                                       | Jann Cnossen                | Carly McKillip                                                      | Kari Wahlgren                                     | Andrea Kwan                    |
| Keroberos      | Aya Hisakawa (vermomd) Masaya Onosaka (echte vorm) | Patrick van Balen (vermomd) | Matt Hill (vermomd) Richard Newman (echte vorm)                     | Wendee Lee (vermomd) Dave Wittenberg (echte vorm) | Darren Pleavin (echte vorm)    |
| Tomoyo/Madison | Junko Iwao                                         | Rosanne Thesing             | Maggie Blue O'Hara                                                  | Michelle Ruff                                     | Claudia Thompson (tweede stem) |
| Syaoran        | Motoko Kumai                                       | Lot Lohr                    | Rhys Huber (Clowcards arc, 1e film) Jordan Kilik (Sakura Cards arc) | Mona Marshall                                     | Candice Moore                  |

## Nederlandse afleveringenlijst
| Nr. | Nederlandse titel                | Nederlandse uitzenddatum |
| --- | -------------------------------- | ------------------------ |
| 1   | Een noodlottige dag              | 17 januari 2004          |
| 2   | Medeplichtigen                   | 24 januari 2004          |
| 3   | Bondgenoten                      | 31 januari 2004          |
| 4   | Een onverwachte gast             | 7 februari 2004          |
| 5   | Problemen in Twin Bells          | 14 februari 2004         |
| 6   | Zien is geloven                  | 21 februari 2004         |
| 7   | Het raadselachtige schilderij    | 28 februari 2004         |
| 8   | Sakura's rivaal                  | 6 maart 2004             |
| 9   | Het dubbelzijdige zwaard         | 13 maart 2004            |
| 10  | Een onverwacht weerzien          | 20 maart 2004            |
| 11  | Het speciale kistje              | 27 maart 2004            |
| 12  | In herhaling vallen              | 3 april 2004             |
| 13  | Power de krachtpatser            | 10 april 2004            |
| 14  | Tori gaat de mist in             | 17 april 2004            |
| 15  | Kero en Sakura's grote gevecht   | 24 april 2004            |
| 16  | Het zomerhuis                    | 1 mei 2004               |
| 17  | De Grot                          | 8 mei 2004               |
| 18  | De Kermis                        | 15 mei 2004              |
| 19  | Niets te verslaan                | 22 mei 2004              |
| 20  | De nieuwe rivaal                 | 29 mei 2004              |
| 21  | De eindeloze marathon            | 5 juni 2004              |
| 22  | Geen tijd om te slapen           | 12 juni 2004             |
| 23  | Oefening baart kunst             | 19 juni 2004             |
| 24  | Geen probleem te klein           | 26 juni 2004             |
| 25  | Spiegelbeeld                     | 3 juli 2004              |
| 26  | Het Doolhof                      | 10 juli 2004             |
| 27  | Keer terug naar de toekomst      | 17 juli 2004             |
| 28  | Kijk uit wat je koopt            | 24 juli 2004             |
| 29  | Iets te zoet                     | 31 juli 2004             |
| 30  | De wedstrijd                     | 7 augustus 2004          |
| 31  | De draak                         | 14 augustus 2004         |
| 32  | De ruil                          | 21 augustus 2004         |
| 33  | IJsbreker                        | 28 augustus 2004         |
| 34  | In het licht van de volle maan   | 4 september 2004         |
| 35  | Het derde element                | 11 september 2004        |
| 36  | De storm                         | 18 september 2004        |
| 37  | De voorstelling moet doorgaan    | 25 september 2004        |
| 38  | Een "Vrucht"-bare dag            | 2 oktober 2004           |
| 39  | Storm                            | 9 oktober 2004           |
| 40  | Droom je dromen                  | 16 oktober 2004          |
| 41  | Doornroosje en de zandstorm      | 23 oktober 2004          |
| 42  | Een vreemde onderbreking         | 30 oktober 2004          |
| 43  | Het verhaal van Meilin           | 6 november 2004          |
| 44  | De laatste kaart deel 1          | 13 november 2004         |
| 45  | De laatste kaart deel 2          | 19 februari 2005         |
| 46  | Het laatste oordeel              | 26 februari 2005         |
| 47  | De nieuwe uitwisselings-leerling | 5 maart 2005             |
| 48  | De Sleutel Ontsloten             | 12 maart 2005            |
| 49  | De gevaarlijke piano             | 19 maart 2005            |
| 50  | Wie spint het garen              | 26 maart 2005            |
| 51  | De aanval van de teddybeer       | 2 april 2005             |
| 52  | Problemen in het park            | 9 april 2005             |
| 53  | Tijdgebrek                       | 16 april 2005            |
| 54  | De kalender van herinneringen    | 23 april 2005            |
| 55  | Sakura in Wonderland             | 30 april 2005            |
| 56  | Spinner draait door              | 7 mei 2005               |
| 57  | Li's Roeping                     | 14 mei 2005              |

## Films
Madhouse produceerde twee animefilms over Cardcaptor Sakura. De eerste, Cardcaptor Sakura: The Movie (劇場版 カードキャプターさくら, Gekijou Ban Kādokyaputā Sakura), kwam uit op 21 augustus 1999. Deze speelt zich af net voordat Meiling in de serie naar huis vertrekt. De tweede film, Cardcaptor Sakura — The Sealed Card (劇場版 カードキャプターさくら 封印されたカード, Gekijou Ban Kādokyaputā Sakura Fuuin Sa Re Ta Kaado), verscheen op 15 juli 2000, en dient als afsluiter van de animeserie.